# Liu Haocun
Liu Haocun (en chino simplificado, 刘浩存; pinyin, Liú Hàocún; nacida el 20 de mayo de 1998) es una actriz china. Hizo su debut como actriz en la película dramática Un segundo (2020) y desde entonces ha aparecido en varios títulos de películas.

## Primeros años
Liu nació en Tonghua, provincia de Jilin. Estudió en la escuela secundaria adjunta a la Academia de Danza de Beijing. En mayo de 2016, fue admitida en la Academia de Danza de Beijing, donde obtuvo el primer lugar en la prueba de arte en el Departamento de Danza Folclórica.

## Carrera
Durante su segundo año, firmó oficialmente un contrato con Zhang Yimou Studio. En mayo de 2016, pasó tres rondas de audiciones y fue elegida como heroína en la película Un segundo de Zhang de 2020, y luego ingresó al grupo preparatorio para comenzar a entrenar como actriz. Al principio, Zhang tuvo la idea de elegirla para su película Shadow de 2018, pero debido al ajuste del guion, no fue elegida. En diciembre de 2020, interpretó el papel de una niña optimista que sufre de cáncer en la película A Little Red Flower (2020). Ganó elogios por su actuación en One Second y A Little Red Flower.
El 25 de enero de 2021, ganó el premio Baidu Entertainment a la Mejor Película Nueva 2020. En febrero de 2021 participó en la Gala del Festival de Primavera, donde cantó las canciones 'Send the Night' y 'You are a Little Red Flower'. El mismo mes, ganó el Premio Anual al Actor Revelación China Screen Billboard 2020 patrocinado por la revista de cine China Screen.
En julio de 2021, Liu Haocun se convirtió en embajador de la marca Louis Vuitton. En octubre de 2021, ganó el Premio de Cine Asiático a la Mejor Actriz Revelación y el Premio a la Mejor Actriz Joven en la Unidad Nueva Generación (Categoría de Película) en la octava edición de los Premios WenRong TV por su papel en la película Un segundo. Ese mismo año, protagonizó la película histórica de suspenso y espías de Zhang Yimou, Cliff Walkers, que se desarrolla en el estado títere imperial japonés de Manchukuo en la década de 1930, antes del estallido de la Segunda Guerra Mundial.
En 2021, Liu participó junto a Jackie Chan en la película Long ma jing shen. En febrero de 2022, protagonizó la película de acción romántica Only Fools Rush In junto a Liu Hao-ran, dirigida por Han Han.

## Vida personal
En julio de 2021, Liu donó RMB 500.000 para las víctimas de las inundaciones en Henan de 2021.
El 11 de julio de 2021, según informes de los medios, la madre de Liu abrió una vez una agencia de danza y una niña de seis años quedó paralizada debido a un accidente mientras practicaba danza en 2012. La niña fue enviada a hospitales de Beijing para recibir tratamiento y luego fue dada de alta. En una audiencia, el tribunal dictaminó que los padres de Liu tendrían que pagar la compensación completa en RMB 1.130.000 en un solo pago. Sin embargo, los padres de Liu se negaron a pagar la indemnización y apelaron la decisión del tribunal. Como resultado del incidente, Liu se convirtió en blanco del odio en línea. De 2012 a 2018, los padres de Liu decidieron no pagar la compensación de acuerdo con la sentencia del tribunal por varias razones y, como resultado, apelaron el fallo varias veces. Sin embargo, todas las apelaciones fracasaron y el tribunal no cambió su sentencia. El fallo se hizo cumplir en 2018, cuando Liu se preparaba para su debut cinematográfico. Como resultado, los padres de Liu finalmente pagaron la compensación de RMB 1.130.000 a la víctima.
Además de Louis Vuitton, Liu ha obtenido el respaldo de marcas como L'Oréal, ZTE, Oreo y Cartier.

## Filmografía
| Año  | Título               | Role           |
| ---- | -------------------- | -------------- |
| 2020 | Un segundo           | Liu            |
| 2020 | A Little Red Flower  | Ma Xiaoyuan    |
| 2021 | Cliff Walkers        | Xiao Lan       |
| 2022 | Only Fools Rush In   | Zhou Huan Song |
| 2023 | Long ma jing shen    | Xiao Bao       |
| TBA  | Just For Meeting You | Xu Nian Nian   |